# Ostřice lesní
Ostřice lesní (Carex sylvatica) je druh jednoděložné rostliny z čeledi šáchorovité (Cyperaceae).

## Popis
Jedná se o rostlinu dosahující výšky nejčastěji 30–100 cm. Je vytrvalá, svěže zelená, trsnatá, s krátkým oddenkem. Listy jsou střídavé, přisedlé, s listovými pochvami. Lodyha je trojhranná, hladká, delší než listy, čepele jsou asi 7–10 mm široké, na okraji drsné, na rubu kýlnaté, pozvolna se zužují do špičky. Bazální pochvy jsou nejčastěji bělavé, šedavé nebo mírně nahnědlé, nerozpadavé, na vrcholu přechází do čepele. Ostřice lesní patří mezi různoklasé ostřice, nahoře jsou klásky samčí, dole samičí. Samčí vrcholový klásek bývá jen jeden, samičích nejčastěji 3–5, dlouze stopkaté a převislé. Dolní listen má krátkou pochvu a je kratší než květenství. Okvětí chybí. V samčích květech jsou zpravidla 3 tyčinky. Blizny jsou většinou 3. Plodem je mošnička, která je asi 4–5,5 mm dlouhá, není vynikle žilanatá, světle zelená, na vrcholu s dvouzubým zobánkem. Každá mošnička je podepřená plevou, která je zelenavá a osinkatě špičatá V ČR kvete nejčastěji v květnu až v červenci. Počet chromozómů: 2n=58.

## Rozšíření ve světě
Ostřice lesní roste ve většině Evropy kromě severnější Skandinávie. Vzácná je i na úplném jihu Evropy (Španělsko, Řecko). Málo přesahuje do severní Afriky. Roste také v mírném pásmu Asie (subsp. arnellii). Byla zavlečena na východ Severní Ameriky a na Nový Zéland.

## Rozšíření v Česku
V ČR roste běžně od nížin do hor. Nejčastěji ji najdeme ve vlhčích mezofilních lesích (vlhčí bučiny a dubohabřiny) a v luzích, častá je i na lesních prameništích a na vlhčích místech podél lesních cest.